# Війна короля Філіпа (1675—1678)
Війна короля Філіпа або Перша індіанська війна або Повстання Метакомета — збройний конфлікт 1675–78 років між корінним населенням території, відомої сьогодні як Нова Англія і англійськими колоністами. Названий за іменем вождя Метакомета, який називав себе «Королем Філіпом» на знак пошани до добрих стосунків між його батьком і першими переселенцями-пілігримами, що прибули в Америку на кораблі «Мейфлавер». Війна тривала до підписання перемир'я у квітні 1678 року.
Метакомет (відомий також як Метаком), другий син вождя Массасойта племені вампаноагів, успадкував владу в 1662 році і відмовився надавати нові землі для англійських поселенців, однак у 1671 році силою був змушений підписати нову мирну угоду, яка передбачала і здачу індіанцями вогнепальної зброї. Коли у 1675 році у колонії Плімут за вбивства були повішені три індіанці з його племені, Метаком у союзі з іншими племенами підняв повстання, яке було успішним у перший рік війни, проте врешті-решт зазнало поразки. Метаком не здався і переховувався в лісах на мисі Хоуп, де й був убитий у 1676 році.
Повстання Метакомета було найбільшим у XVII столітті в Новій Англії і багатьма вважається найкривавішим конфліктом індіанців з європейськими поселенцями у Північній Америці (у пропорції до їх кількості): менш, ніж за рік було знищено 12 містечок колоністів і вбито 600 англійців (1,5 %) та 3 тисячі з 10 тисяч індіанців, що брали участь у війні.

## Передісторія
Паломники, що прибули на кораблі «Мейфлавер», у 1620 році заснували колонію Плімут, яка існувала багато в чому завдяки добрим стосункам із місцевими індіанським племенем вампаноагів, вождь яких Массасойт навіть дав своїм дітям англійські імена. Протягом наступних 20 років англійцями було засновано десятки міст в Новій Англії і влада кожної колонії самостійно вибудовувала свої стосунки із корінним населенням, які стали погіршуватись по мірі зростання кількості переселенців, що скуповували індіанські землі. Ще одним джерелом конфліктів була місіонерська діяльність пуритан, які намагались індіанців, що прийняли хрещення, переселяти у спеціальні поселення, т. зв. міста молитви. Массасойту протягом півстоліття вдавалось підтримувати непростий союз з англійцями, проте у 1662 році за підозрілих обставин помер новий вождь вампаноагів Олександр, який захворів після візиту до лікаря у Плімуті. Його молодший брат Філіп був категорично проти продажу нових земель колоністам і після смерті брата протягом кількох років таємно готував повстання у союзі з вождями інших індіанських племен.
Станом на 1676 рік населення Нової Англії складало близько 80 000 англійців, котрі жили у 110 містах, 64 з яких знаходились в колонії Массачусетс. Більшість міст були укріплені і охоронялись місцевою міліцією, а загальна кількість чоловіків призивного віку складала 16 тисяч чоловік; на території колоній також проживало близько тисячі індіанців-християн..
Через епідемії хвороб, занесених колоністами, населення індіанців з 1618 року значно скоротилось і налічувало до 10 тисяч чоловік — близько 4000 наррагансеттів, 2400 ніпмуків і не більше 2400 представників інших племен, що проживали в сучасних штатах Мен, Род-Айленд, Массачусетс і Коннектикут, з яких лише третина вважалася придатними до війни. Вони не мали єдиного командування, часто ворогували між собою і були примітивно озброєні. Натомість англійські колонії ще в 1643 році об'єднались в Конфедерацію Нової Англії, яка мала спільні збройні сили, спільне командування і підтримку індіанців племені мохеган.

## Хроніка подій
У січні 1675 року Джон Сассамон, індіанець-вихрест, один з перших випускників Гарвардського коледжу, який був радником Філіпа і його посередником у конфліктах із колоністами, повідомив губернатора Плімута про підготовку індіанців до війни з англійцями, після чого був знайдений утопленим. За підозрою у вбивстві були затримані три індіанці, які за вироком суду присяжних у Плімуті 8 червня 1675 року були повішені. У відповідь на це 20 червня вампаноаги напали на місто Свонсі, зруйнували його і вбили кілька колоністів, що стало сигналом до війни для інших індіанських племен — вампаноагів підтримали племена покамтук, массачусет, ніпмук, наррагансетт, абенаки, могікани та мохоки. И і до кінця вересня були зруйновані міста Міддлборо, Дартмут, Мендон, Брукфілд, Ланкастер і Дірфілд.
Після розорення поселень на півночі Коннектикуту загони Короля Філіпа рушили на південь, змусивши колоністів рятуватись втечею з міст Хатфілд, Спрінгфілд, Вестфілд і Нортгемптон. Успіхи Філіпа сприяли поширенню антианглійських виступів і взимку 1675 року його армія налічувала до 2 тисяч чоловік і почала поповнюватись навіть деякими прихильними до колоністів мохеганами, а також з племені наррагансеттів, яке досі зберігало нейтралітет. Кількість індіанців зросла настільки, що серед них виникла проблема з провіантом. Це змусило плем'я наррагансеттів повернутись на свою стоянку в Род-Айленд за запасами маїсу. Повертаючись назад, вони були атаковані мохеганами, вождь Канончет — захоплений у полон, виданий англійцям, які його розстріляли.

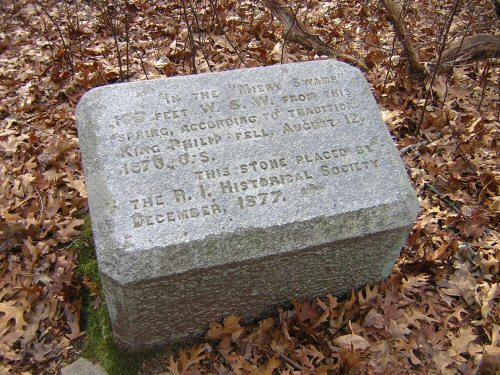
Місце загибелі Короля Філіпа (Род-Айленд)

Смерть Канончета стала переломним моментом війни Короля Філіпа — англійці перехопили ініціативу і стали активніше залучати на свій бік індіанські племена, зокрема ірокезькі, традиційних ворогів алгонкінської групи племен — спільні загони мохоків і англійської міліції почали здійснювали рейди по традиційних рибальських і сільськогосподарських місцях вампаноагів та їхніх союзників, жорстоко розправляючись з повсталими. Так, 18 травня 1676 року загін з 150 фермерів-добровольців на чолі з капітаном Вільямом Тернером з массачусетської міліції напав на великий рибальський табір поблизу місцини, нині відомої як Тернер-Фоллс (штат Массачусетс) на річці Коннектикут, де вбили близько 200 індіанців-покамтуків, помстившись за зруйноване ними місто Дірфілд; сам Тернер і 40 колоністів при цьому загинули. Подібні криваві сутички тривали до кінця червня і великі втрати поступово привели до розпаду союзу індіанських племен, які були витіснені зі своїх традиційних місць проживання до сучасних Канади і штату Нью-Йорк.
До кінця липня капітан Черч із загоном із індіанців-християн переслідував вампаноагів і 1 серпня 1676 року захопив їх головний табір поблизу урочища Маунт-Хоуп, недалеко від якого 12 серпня був убитий і сам король Філіп.

## Наслідки
Зі смертю Метакома закінчились і розпочата ним війна. У ній загинуло близько 600 колоністів і понад три тисячі індіанців. Кілька десятків індіанців, взятих у полон, були продані в рабство на Бермудські острови — серед них дружина і син Короля Філіпа. Його власне тіло після загибелі було четвертоване, а голова, настромлена на палю, простояла в Плімуті протягом наступних 25 років. Найбільших втрат зазнало майже повністю знищене плем'я покамтуків, а у вампаноагів, наррагансеттів і ніпмуків живими лишилось не більше 400 чоловік; загальна кількість індіанців у Новій Англії скоротилась на 60 %. Сьогодні вампаноаги налічують не більше 2 тисяч людей і поряд із масcачусетами та ніпмуками є одними з трьох визнаних штатом Массачусетс індіанських племен.
Завдяки винищенню і витісненню індіанців з їхніх традиційних місць проживання межі колоністів просунулись далеко на північ, що було закріплено договором 1678 року. Перемога у війні з індіанцями привернула до Нової Англії увагу метрополії — сюди високими темпами почали прибувати нові поселенці, що подвоїло чисельність населення за наступні 25 років, у 1686 році були засновані перші парафії англіканської церкви, які зруйнували релігійну монополію пуритан. Завдяки віддаленості від Європи в Новій Англії склалась унікальна система самоврядування, коли керівники майже всіх владних і судових органів (крім губернаторів та їхніх заступників) обирались місцевими громадянами шляхом голосування — їхня незалежна позиція і досвід організації загонів самооборони проявились майже через сто років під час конфлікту англійських колоній із Великою Британією, який переріс у війну за незалежність.